# آب‌فشان فلای
آب‌فشان فلای (انگلیسی: Fly Geyser) آب‌فشانی است در نزدیکی مزرعه فلای، شهرستان واشو در ایالت نوادای آمریکا، که بر اثر فعالیت‌های انسانی به‌وجود آمده‌است. آب‌فشان فلای در ۳۲ کیلومتری (۲۰ مایلی) روستای گرلاک واقع شده‌است.
زمانی که در سال ۱۹۶۴ کارگران حین جستجو برای انرژی زمین‌گرمایی در این نقطه با مته به حفر چاه مشغول بودند این آب‌فشان به‌طور اتفاقی سربرآورد و به مرور زمان با رسوب املاح به شکل کنونی درآمد.